# Ferdinand Escher
Ferdinand Escher (* 6. Juni 1787 in Zürich; † 14. Juli 1855 ebenda) war ein Schweizer Rittmeister in russischen Diensten und Plantagenverwalter auf Kuba.

## Leben

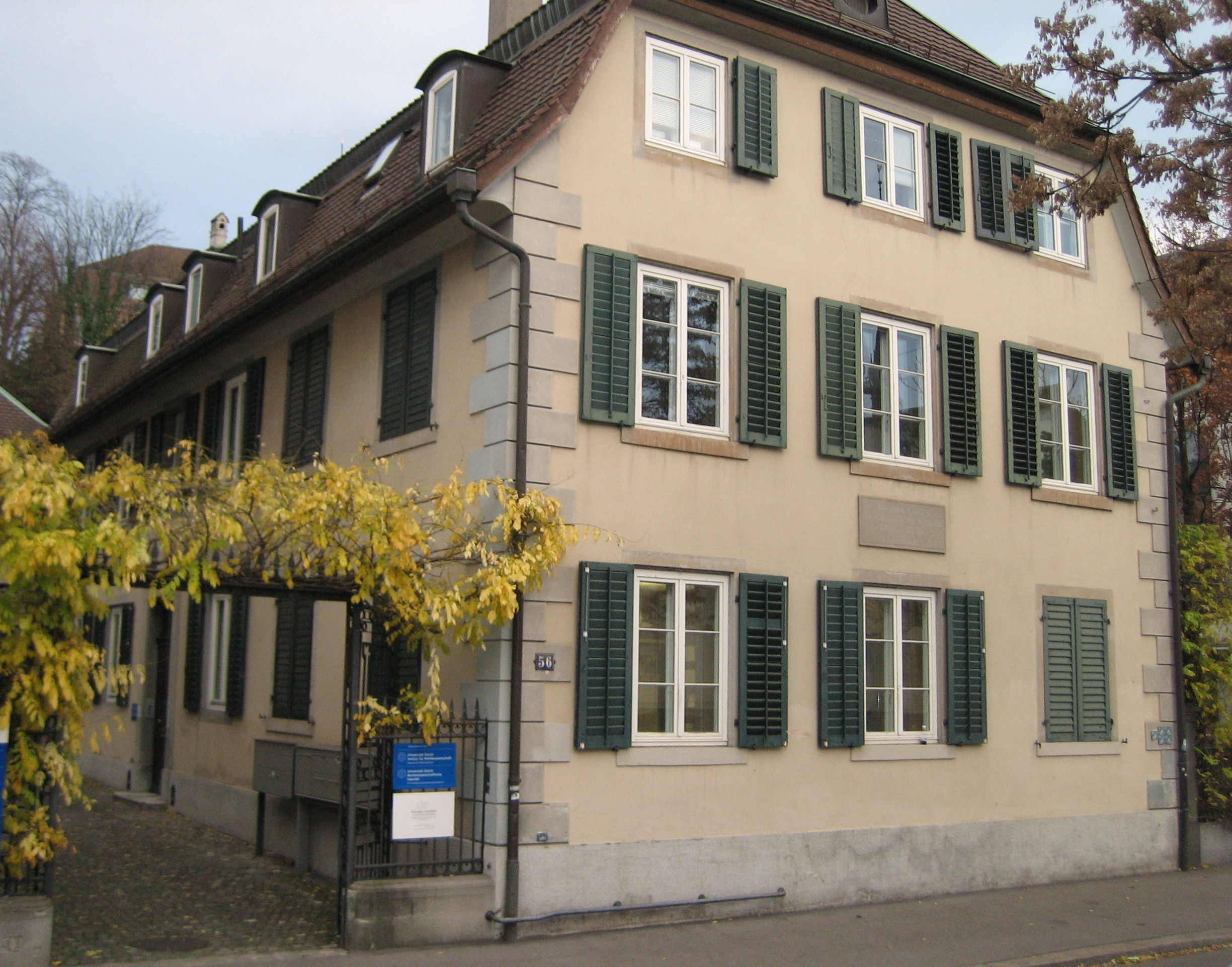
Haus Neuberg in der Hirschengasse in Zürich

Ferdinand Escher entstammte der Zürcher Familie Escher vom Glas und war das jüngste von neun Kindern des Offiziers Hans Caspar Escher (* 18. März 1755 in Zürich; † 2. März 1831 in St. Petersburg), der als Bankier und Grosskaufmann mit Geschäftstätigkeiten im Sklavenhandel tätig war, und von dessen Ehefrau Anna (* 30. Juni 1756 in Zürich; † 17. August 1836 ebenda), die Tochter des Stadthauptmanns Hans Kaspar Keller vom Steinbock (1727–1793). Zu seinen Geschwistern gehörten Heinrich und Friedrich Ludwig Escher. Sein Neffe war der Industrielle und Politiker Alfred Escher.
Er blieb zeit seines Lebens unverheiratet.
Ferdinand Escher wuchs in Zürich auf und folgte 1798, gemeinsam mit seinem Bruder Friedrich Ludwig, seinem nach St. Petersburg ausgewanderten Vater, der nach einem Bankrott 1789 aus der Stadt Zürich ausgewiesen und nach Russland emigriert war. Er betätigte sich anfangs mit seinem Bruder Friedrich Ludwig in einer Militärkarriere als Husarenrittmeister in kaiserlichen russischen Diensten und warb später als Auswanderungsagent Schweizer Auswanderer für eine russische Ansiedlung an; hierbei wurden sie finanziell durch ihren Bruder Heinrich Escher unterstützt. 1815 wurde er mit seinem Bruder Friedrich Ludwig verhaftet und des illegalen Handels angeklagt; sie blieben bis 1819 in Haft und reisten dann unerkannt über Zürich nach Kuba und trafen dort 1820 oder 1821 ein. Ferdinand Escher war auf Kuba als Verwalter auf einer Kaffeeplantage tätig, die sein Bruder 1821 erworben hatte, bis er 1826 nach Zürich zurückkehrte. Als Verwalter musste er wahrscheinlich neben Finanz- und Kontrollaufgaben auch Arbeitsleistungen von Versklavten erzwingen und deren Bestrafungen durchsetzen.
In Zürich lebte er zusammen mit seinen ebenfalls unverheirateten Geschwistern Anna und Georg Escher bis zu seinem Tod im Haus Neuberg am Hirschengraben 56 in Zürich.

## Ehrungen und Auszeichnungen
Ferdinand Escher wurde mit dem Ritterkreuz des Ordens der Heiligen Anna sowie mit dem Orden des Heiligen Wladimir ausgezeichnet.

## Siehe
- Schweizer Kolonialismus
- Sklaverei in Kuba